# Sargantana de Bocage
La sargantana de Bocage (Podarcis bocagei) és una espècie de rèptil escamós de la família Lacertidae endèmica del nord-oest ibèric. De silueta esvelta i cua mitjana, els mascles adults tenen el dors verd i els flancs marrons; les femelles adultes i immadures tenen el dors i els flancs marrons; sovint tots dos sexes posseeixen una taca escapular blava. El ventre és blanc, ataronjat o groguenc. Mesura uns 20 cm.